# 福寿院 (足立区伊興)
福寿院（ふくじゅいん）は、東京都足立区にある真言宗豊山派の寺院。

## 歴史
1683年（天和3年）、法印慶宥によって開山された。
隣の実相院住職の兼務だったり、無住（住職不在）の時期が長く、専任住職になったのは近年になってからという。
本堂は1945年（昭和20年）の空襲で焼失したが、1978年（昭和53年）に再建されている。伊興七福神めぐりの寿老人・福禄寿を安置している。

## 交通アクセス
- 竹ノ塚駅より徒歩12分。